# Craig County, Virginia
Craig County är ett administrativt område i delstaten Virginia, USA, med 5 190 invånare. Den administrativa huvudorten (county seat) är New Castle. 

## Geografi
Enligt United States Census Bureau så har countyt en total area på 856 km². 856 km² av den arean är land och 0 km² är vatten.   

### Angränsande countyn
- Alleghany County - nord
- Botetourt County - öst
- Roanoke County - sydost
- Montgomery County - syd
- Giles County - sydväst
- Monroe County - väst